# Nagy-tavak medencéje
A Nagy-tavak medencéje (mongol nyelven: Их нууруудын хотгор, átírva: Ih núrúdin hotgor) nagy kiterjedésű tavi süllyedék Mongólia nyugati részén; északon Oroszország területére is átnyúlik. Közép-Ázsia egyik legnagyobb száraz, lefolyástalan medencéje. Egyes részei közigazgatásilag a mongóliai Dzavhan-, Góbi-Altaj-, Hovd- és Uvsz tartományhoz tartoznak.

## Elhelyezkedése
Nyugaton és délnyugaton a Mongol-Altaj és a Góbi-Altaj hegyei, keleten a Hangáj-hegység vonulatai, északon (az országhatáron túl) a Tannu Ola láncai határolják. Délen a Sarga-Góbi (Шаргаин гоби) sivatagos medencéjéig terjed. Területe mintegy 100 000 km2. Hossza északnyugat–délkeleti irányban 600–650 km, szélessége északon 200–250 km, délen 60–100 km. Központi része viszonylag sík terület, a peremek felé egyre inkább emelkedik. A medencét néhol magasba nyúló hegyek szegélyezik. A szintkülönbség (abszolút magasság) a medence legalacsonyabb pontja (az Uvsz-tó vízfelülete, 743 m) és az egyik szomszédos hegycsúcs (Harhirá, [Хархираа], 4040 m) között kb. 3300 m.

## Jellemzői
A hatalmas medence maga is több különálló medencéből áll, melyek alján Mongólia legnagyobb állóvizei hullámzanak (az ország második legnagyobb tava, a Hövszgöl kivételével). Ezek a tómedencék valaha egyetlen nagy belső tenger részei voltak.
Domborzati formáit közepesen magas hegyek, hullámos síkságok, homokkal borított területek egyaránt jellemzik. A medencék fenekén félsivatagi tájak találhatók. A hegylábak sík vidékeit és a kissé magasabb szinteket száraz- vagy ritkábban (főként északon) erdős sztyepp uralja, ahol szikes puszták és sztyepprétek helyi változatai, a medencét szegélyező hegyoldalakon hosszúfüves puszták találhatók. Erdővel borított nagyobb területek nincsenek. Elterjedtek a tavak kiszáradásából származó szoloncsák talajok, kaviccsal és kőtörmelékkel fedett agyagos síkságok; sok helyen kiszáradt folyómedrek láthatók. A keleti, délkeleti vidékek jellemzői a homokdűnék, dűnemezők, melyeket többnyire növényzet köt meg, ezért nem vándorolnak.

## Éghajlata
Az éghajlat száraz, szélsőségesen kontinentális. Nagyon hideg a tél, forró és száraz a nyár. Az éves hőingás igen nagy, az északi Uvsz-tónál pl. a legalacsonyabb téli hőmérséklet –58 °C, a nyári csúcshőmérséklet 47 °C volt. A medence középső részein kialakított természetvédelmi területen a januári középhőmérséklet –23 °C, a júliusi középhőmérséklet 20,9 °C. Nagyon kevés a csapadék, mennyisége évi átlagban 112 mm, de a szárazabb években csak 90–100 mm. Eloszlása nem egyenletes, általában a medence közepére jut a legkevesebb csapadék. A hirtelen lezúduló rövid nyári esők vize gyorsan lefolyik vagy elpárolog, nem tudja a talajt átnedvesíteni. Télen alig néhány centiméter vastag a hótakaró.

## Vízrajz

### Tavak
A medence északnyugati részén terül el Mongólia legnagyobb sóstava, az Uvsz-tó. A tó és medencéjének természetvédelmi területei 2003 óta az UNESCO világörökségi helyszínei közé tartoznak. 
Az Uvsz-tó medencéjét a délebbre fekvő  Hjargasz-tó medencéjétől a nyugat–keleti irányban 180 km hosszan elnyúló Han Höhín-hegység (Хан хөхин) választja el (2928 m). 
- A Hjargasz (Хяргас, jelentése 'kirgiz-tó') sóstó. 1028 m magasságban fekszik, kiterjedése 1360 km2; hozzá 5 km-es  csatornával kapcsolódik az édesvízű Ajrag-tó (Айраг нуур). Ez utóbbiba ömlik 2-3 ágra szakadva Nyugat-Mongólia leghosszabb folyója, a Dzavhan.
- A Nagy-tavak medencéjének középpontját két édesvízű tó: a Har-Usz-tó (Хар-Ус нуур) és a Har-tó (Хар нуур) rendszere foglalja el. Természetvédelmi terület, melyet 1999-ben felvettek a ramsari egyezmény jegyzékébe. A Har-Usz folyamatos vízpótlását a deltatorkolattal beömlő Hovd folyó biztosítja.

A nyugatabbra elterülő édesvízű Har-tó (Хар нуур) 530 km2 vízfolyással kapcsolódik a Har-Usz-tóhoz és a közeli Dörgön-tóhoz is (Дөргөн нуур, ez sóstó), valamint rövid folyó vezeti le vizét a Dzavhan folyóba, az pedig az északi Ajrag- és Hjargasz-tóba. A Har-tó jobb partjától délkelet felé nagy homoksivatag (Mongol elsz) terül el.
- A sok kisebb tó közül megemlíthető az édesvízű Bajan-tó (Баян нуур). A medence keleti részén, Dzavhan tartomány homoktengerében fekszik. A helyiek szent tóként tisztelik.

### Folyók
A magas hegyekben eredő folyók sebes folyásúak, de vízük csekély. A hegyekből kiérve szétterülnek, a nagyobbak deltát alkotva ömlenek valamelyik tóba, a kisebbek vize azonban gyakran elvész. A hosszú fagyos télen befagynak, a kisebb folyók fenékig. A nyári áradások általában jelentékenyebbek, mint a tavaszi árvizek. A medence jelentősebb folyói – a Mongol-Altajban eredő Hovd és a medence délnyugati és központi részeit átszelő Dzavhan mellett – északon az Uvsz-tóba ömlő Tesz és Narín gol, nyugaton a Hjargasz-tóba ömlő Hunguj (vagy Hüngüj).
A medence területén vezet át Nyugat- és Közép-Szibéria vízimadarainak közép-ázsiai vonulási útvonala.